# Hermippe (vệ tinh)
Hermippe /hərˈmɪpiː/ (tiếng Hy Lạp: Ερμίππη), còn gọi là Jupiter XXX, là một vệ tinh tự nhiên của Sao Mộc. Nó được bởi đội các nhà thiên văn từ Viện Thiên văn học thuộc Đại học Hawaii dẫn đầu bởi David Jewitt và Scott S. Sheppard và Jan Kleyna vào năm 2001, và được đặt tên định danh tạm thời là S/2001 J 3.
Hermippe có đường kính khoảng 4 km, và quay quanh Sao Mộc với một khoảng cách trung bình 21.500.000 km trong 630 ngày, ở một độ nghiêng quỹ đạo 151° so với mặt phẳng hoàng đạo (149° tới xích đạo của Sao Mộc), chuyển động theo hướng nghịch với vật thể trung tâm của nó và có độ lệch tâm là 0,2290.
Nó được đặt tên vào tháng 8 năm 2003 bởi IAU, theo Hermippe, một tình nhân của thần Zeus (Jupiter).
Hermippe thuộc về nhóm Ananke, gồm các vệ tinh dị hình chuyển động nghịch hành quay quanh Sao Mộc từ 19.3 tới 22,7 gigamét (0,152 đơn vị thiên văn), ở những độ nghiêng quỹ đạo vào khoảng 150°.

Hình ảnh khám phá của Hermippe và Eurydome cùng nhau được chụp vào tháng 12 năm 2001)